# Vjekoslav Luburić
 (janvier 2008).
Si vous disposez d'ouvrages ou d'articles de référence ou si vous connaissez des sites web de qualité traitant du thème abordé ici, merci de compléter l'article en donnant les références utiles à sa vérifiabilité et en les liant à la section « Notes et références ».
Vjekoslav Luburić (né le 6 mars 1914 à Humac, Bosnie-Herzégovine - décédé le 20 avril 1969 à Carcagente, Espagne), dit Maks Luburić ou Maks mesar (Max le boucher), fut membre du mouvement Oustachi et dirigea le camp de concentration de Jasenovac et le camp de concentration de Kruščica.

## Jeunesse et entrée dans le mouvement des Oustachis
Après des études primaires, il abandonne ses études secondaires alors qu'il était en classe de 5e. En 1931, il adhère au mouvement des Oustachis, la même année, il est condamné à cinq mois d'emprisonnement. Il émigre en Hongrie en 1932 et s'installe dans le camp oustachi de Jankapuszta, près de Budapest, où il devient chef de l'économat du camp. Le surnom Maks lui fut donné par Jure Francetić lors de leur séjour dans ce camp. En 1934, il va pour un certain temps à Nagykanizsa où un fils lui naît lors d'une histoire d'amour. Il entre illégalement en Croatie en avril 1941 et rejoint Zagreb.

## Les massacres pendant la Seconde guerre mondiale
Lors de la formation de l'Etat indépendant de Croatie (NDH), au début de la Seconde Guerre mondiale, Luburić fut nommé général commandant la région de la Drina, ce qui lui valut le surnom de General Drinjanin (Général de la Drina). Il ordonna les massacres de Blagaj et de Glina entre mai et août 1941. 
Dès la mise en place officielle des camps de concentration par l'État oustachi en novembre 1941, Luburić fut nommé commandant en chef des camps de concentration et lors d'une cérémonie tenue le 9 octobre 1942, il se félicita de la grande « efficacité » de cette maison d'assassinat (Camp de concentration de Jasenovac). Pendant le banquet qui suivit, il indiqua avec fierté : « Nous avons assassiné, ici à Jasenovac, plus de gens que l'Empire ottoman ne fut capable d'assassiner pendant son occupation de l'Europe ». Il est estimé qu'entre 69 000 et 700 000 personnes ont trouvé la mort dans le camp de concentration de Jasenovac. Les observateurs nazis qui étaient auprès de lui l'ont qualifié, dans plusieurs rapports officiels, de « sadique extrême » et de « malade mental ». 
Après la défaite de l'État indépendant de Croatie, Luburić dirigea brièvement une formation paramilitaire appelée les Croisés (Križari) mais il ne réussit pas à rétablir la situation. En mai 1945, Vjekoslav Luburić et Ante Pavelić menèrent l'armée de l'État indépendant de Croatie à la frontière avec l'Autriche, pour se rendre aux armées du Royaume-Uni.

## Exil en Europe après la guerre
À la fin de la Seconde guerre mondiale, il revint près de Zagreb et parcourut la Slavonie avec un groupe paramilitaire de Croisés jusqu'au milieu du mois de novembre 1945. Au début de 1946, il passa illégalement en Hongrie, puis en Autriche et en France. Jusqu'au début 1948, il se fit soigner pour une blessure par balle. 
Il s'installa à Benigànim en Espagne, sous le nom de Maximilian Soldo, où il fut brièvement emprisonné puis libéré. Il apprit l'espagnol dans l'espoir de pouvoir faire l'académie militaire et se maria. Son épouse le quitta en 1957, ne supportant plus son caractère grossier et sa simplicité d'esprit. Il prit part aux activités des organisations d'émigrants croates en Espagne, Suède, Allemagne, Canada et ailleurs. Exclu du mouvement des oustachis dans la deuxième moitié des années 1950, il fonda la "Confrérie des amis de la Drina" (Društvo prijatelja Drine) puis une organisation appelée "Résistance nationale croate" (Hrvatski narodni odpor, HNO). 
Luburić fut tué, le 20 avril 1969, par Ilija Stanić, un agent de l'UDBA, le service secret de la Yougoslavie communiste, qui avait infiltré le HNO à partir de 1967. Ilija Stanić était le fils de Vinko Stanić - le frère d'armes de Luburić - et le filleul de Luburić.